# 清华大学土木水利学院

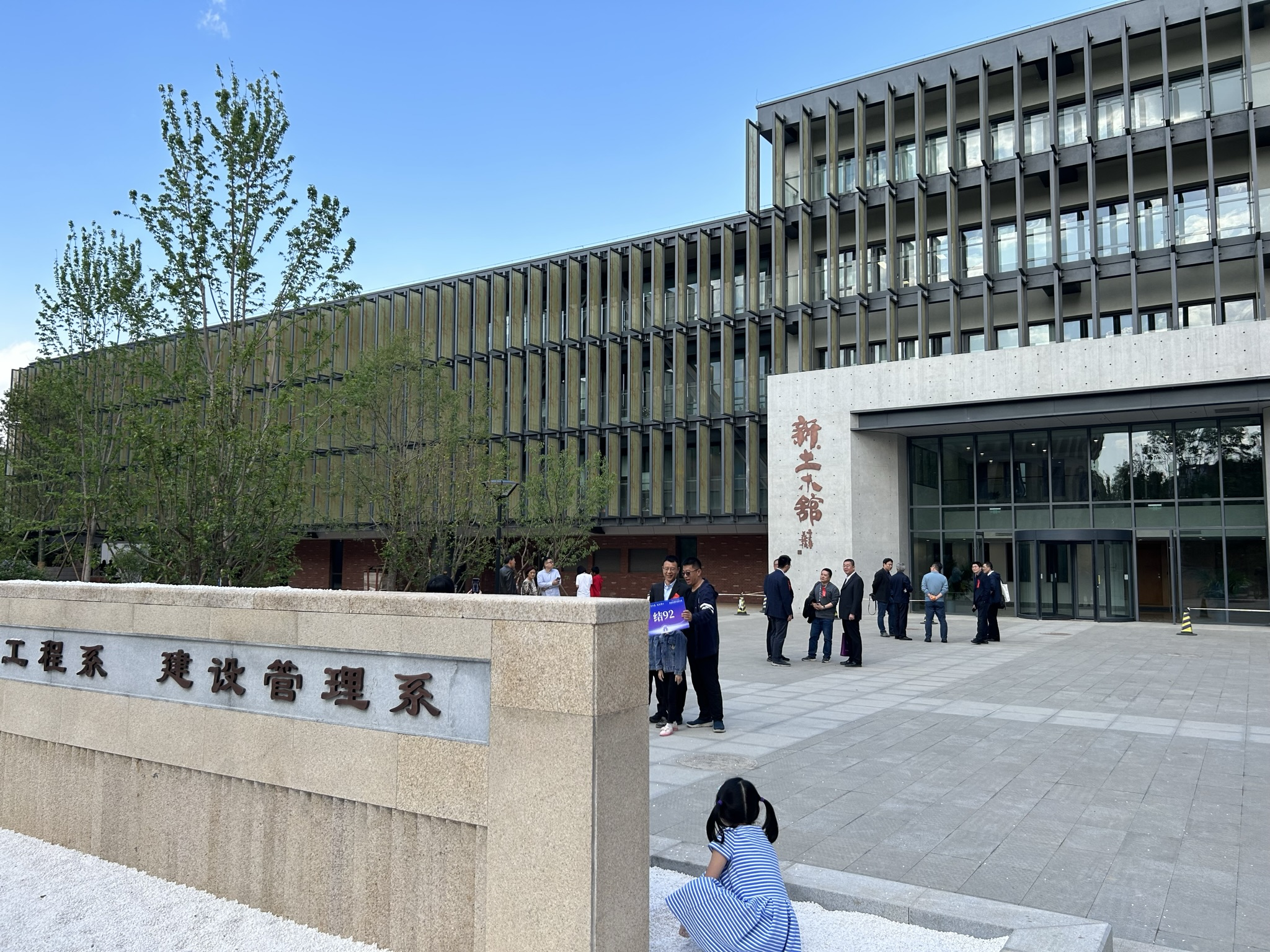
清華大學新土木館

清华大学土木水利学院，简称土水学院，是清华大学的一个学院。前身是土木工程系和水利水电工程系，最早可追溯到1926年。

## 历史[1][2]
- 1926年，清华历史最悠久的系科之一“土木工程系”成立。
- 1952年中国高等院校院系调整期间，北京大学和燕京大学的土木系并入，并在水利组基础上成立水利工程系。
- 1960年代，土木工程系和建筑系合并为土木建筑系。
- 1970年，改称建筑工程系。
- 1980年，建筑工程系分成建筑系、土木与环境工程系。
- 1984年，恢复土木工程系，水利工程系更名为水利水电工程系。
- 1986年，土木工程系设置“建筑管理”专业。
- 2000年1月，在土木工程系和水利水电工程系的基础上，成立土木水利学院。

### 历任院长
- 袁驷
- 陈永灿

## 系
- 土木工程系
- 水利水电工程系
- 建设管理系

## 教学科研场地
- 新土木馆(何善衡楼)
- 新水利馆
- 旧水力馆
- 土建基地
- 泥沙馆

## 外部連結
- 清华大学土木水利学院 （页面存档备份，存于）